# Ashley Ward
Ashley Stuart Ward (Middleton, 24 novembre 1970) è un ex calciatore inglese, di ruolo attaccante.

## Carriera
Esordisce tra i professionisti nella stagione 1989-1990, giocando una partita in prima divisione con il Manchester City; l'anno seguente fa ancora parte della rosa dei Citizens ma senza mai scendere in campo: in compenso, nell'arco della stagione totalizza 4 presenze e 2 reti in quarta divisione in prestito al Wrexham. Negli anni seguenti veste le maglie di Leicester City (10 presenze in seconda divisione), Blackpool (2 presenze ed una rete in quarta divisione durante un breve periodo in prestito) e Crewe Alexandra, con cui tra il 1992 ed il 1994 mette a segno 25 reti in 61 presenze in quarta divisione.
Al termine della sua seconda stagione al Crewe Alexandra, nella quale conquista anche una promozione in terza divisione, viene acquistato per 350000 sterline dal Norwich City, club di prima divisione, con cui all'esordio realizza una doppietta contro il Chelsea; chiude la stagione con 8 reti in 25 presenze, a cui aggiunge ulteriori 10 reti in 28 presenze in seconda divisione fino al 21 marzo 2006, quando viene ceduto al Derby County, con cui conquista una promozione in prima divisione, a cui contribuisce con una rete in 7 presenze. Nella stagione 1996-1997 gioca da titolare con il Derby County in prima divisione (30 presenze ed 8 reti), mentre l'anno seguente, dopo 3 partite, viene ceduto a campionato iniziato al Barnsley, con cui realizza 8 reti in 29 presenze in prima divisione, a cui aggiunge 12 reti in 17 presenze in seconda divisione nel campionato 1998-1999, nel quale viene acquistato a stagione in corso dal Blackburn, con cui chiude l'annata realizzando 5 reti in 17 presenze in prima divisione. Nella stagione 1999-2000 gioca da titolare (37 presenze ed 8 reti) in seconda divisione al Blackburn, che poi lo cede al Bradford City: qui, dopo una stagione da 33 presenze e 4 reti in prima divisione (in cui peraltro retrocede per la quarta volta in carriera in seconda divisione), rimane per complessivi 3 anni: nel biennio successivo alla retrocessione totalizza infatti 51 presenze e 13 reti in seconda divisione, categoria nella quale gioca poi per un ulteriore biennio con la maglia dello Sheffield Utd (33 presenze e 5 reti totali) per poi ritirarsi.